# درک کریگ
درک کریگ (انگلیسی: Derek Craig؛ زادهٔ ۲۸ ژوئیهٔ ۱۹۵۲) بازیکن فوتبال اهل بریتانیا است.
از باشگاه‌هایی که در آن بازی کرده‌است می‌توان به باشگاه فوتبال نیوکاسل یونایتد، باشگاه فوتبال یورک سیتی، و باشگاه فوتبال دارلینگتون اشاره کرد.